# Stenen Trap

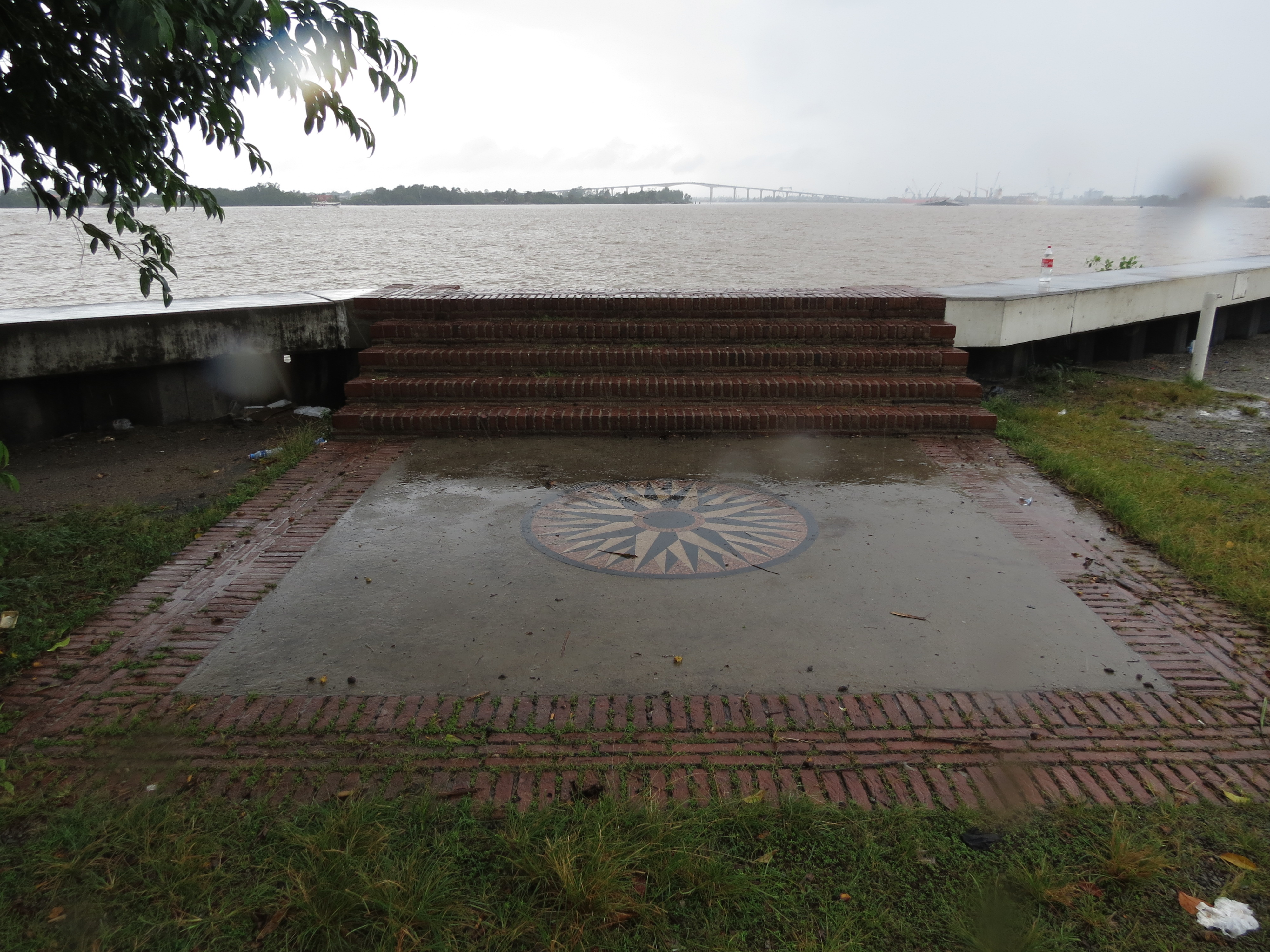

De Stenen Trap (Sranan:Ston Trapu) ook wel Gouvernementstrap, is een historische aanlegsteiger aan de Waterkant in Paramaribo, Suriname. 

## Aanleg door gouverneur van Sommelsdijck
De trap werd in opdracht van gouverneur van Sommelsdijck omstreeks 1670 aangelegd als aanlegsteiger voor Paramaribo, tot die tijd moesten schepen voor anker op de rede en kon alleen met behulp van sloepen ontscheept en bevracht worden. De trap werd gebouwd van ijsselsteentjes die als ballast met schepen vanuit Nederland werden meegevoerd. Langs deze trap gingen ook de gevangen Afrikaanse slaven aan land.

## Referentiepunt zeevaart

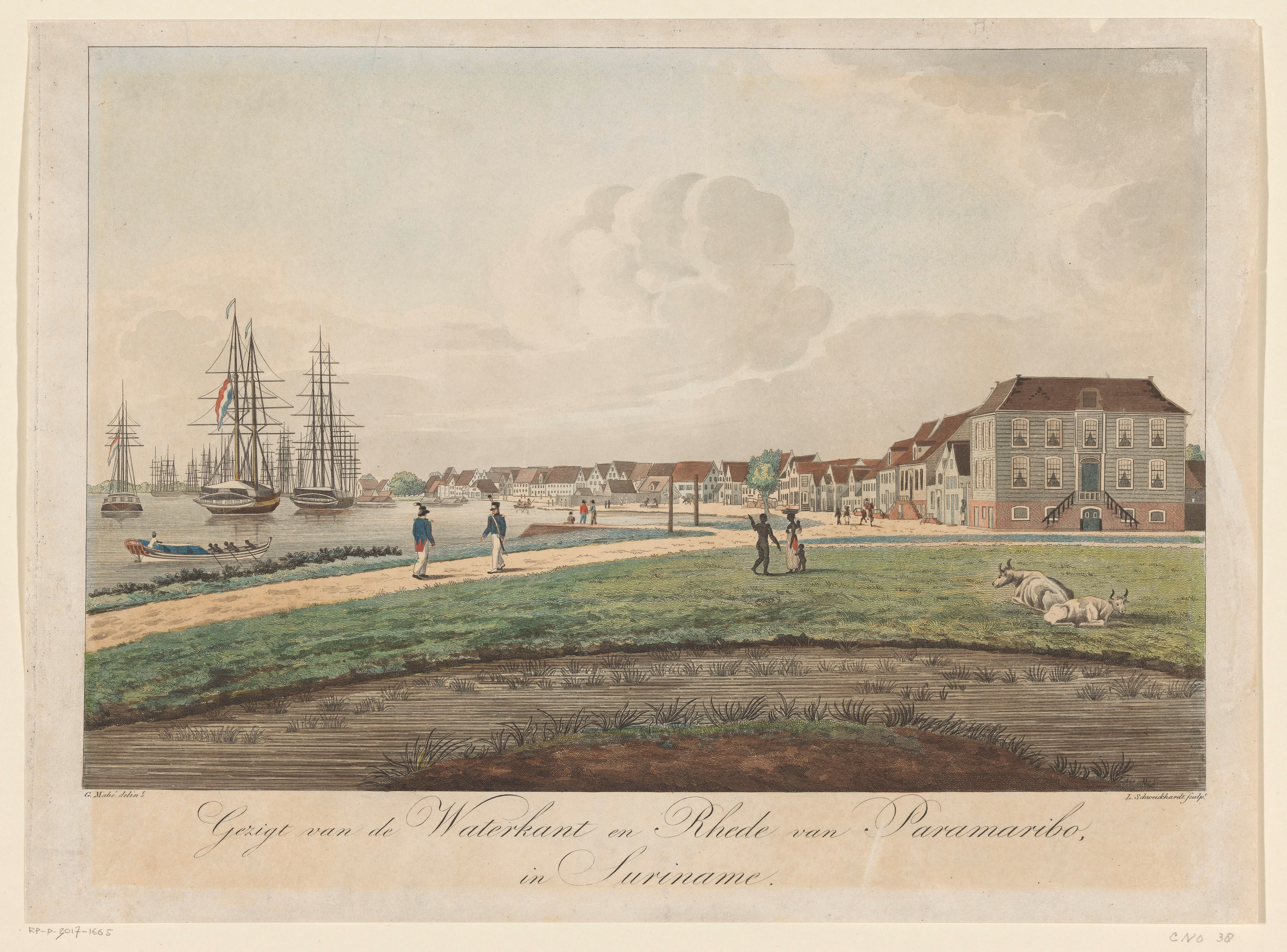
Schepen voor anker op de rede van Paramaribo bij de Stenen Trap omstreeks 1800

In 1744 kwam de Franse wiskundige en geograaf Charles Marie de La Condamine met toestemming van gouverneur Mauricius uit Cayenne aan in Suriname. Hij had in Peru een graadmeting uitgevoerd om de afplatting van de aarde te meten, in Paramaribo berekende hij een nauwkeurige geografische breedte en liet daarvoor een koperen windroos plaatsen op de stoep van de Stenen Trap. Vanuit Paramaribo nam La Condamine de boot terug naar Europa. In de negentiende eeuw wordt de stenen trap het referentiepunt voor de zeevaart.

## Referentiepunt landmeting
De stenen trap vormde ook het referentiepunt (geodetisch datum) voor de topografische kaart van Suriname die vanaf 1947 met behulp van luchtfoto's werd gemaakt door het Centraal Bureau Luchtkartering.

## Restauratie
In 2011 werd de Waterkant voorzien van een nieuwe oeverbescherming en hierna werd de stenen trap gerenoveerd, de koperen windroos was al eerder ontvreemd en ter vervanging werd een nieuwe stenen windroos onder aan de trap gemaakt.

## Herdenkingsmonument slavernij
Op 30 juni 2018 werd ter gelegenheid van 155 jaar Keti Koti bij de Ston Trapu de Nationale gedenkplaat voor de afschaffing van de slavernij onthuld om te herdenken dat  over deze treden de Afrikaanse slaafgemaakten aan land kwamen.